# Nyåkerssjön
Nyåkerssjön är en sjö i Nordmalings kommun i Ångermanland och ingår i Leduåns huvudavrinningsområde. Sjön har en area på 0,434 kvadratkilometer och ligger 156,4 meter över havet.

## Delavrinningsområde
Nyåkerssjön ingår i det delavrinningsområde (707703-167314) som SMHI kallar för Utloppet av Nyåkerssjön. Medelhöjden är 182 meter över havet och ytan är 6,19 kvadratkilometer. Räknas de 44 avrinningsområdena uppströms in blir den ackumulerade arean 190,44 kvadratkilometer. Avrinningsområdets utflöde Leduån mynnar i havet. Avrinningsområdet består mestadels av skog (57 procent) och öppen mark (13 procent). Avrinningsområdet har 0,42 kvadratkilometer vattenytor vilket ger det en sjöprocent på 6,7 procent. Bebyggelsen i området täcker en yta av 0,5 kvadratkilometer eller 8 procent av avrinningsområdet.